# العلاقات الإيطالية الجامايكية
العلاقات الإيطالية الجامايكية هي العلاقات الثنائية التي تجمع بين إيطاليا وجامايكا.

## مقارنة بين البلدين
هذه مقارنة عامة ومرجعية للدولتين:
| وجه المقارنة                                              | إيطاليا                                                  | جامايكا       |
| --------------------------------------------------------- | -------------------------------------------------------- | ------------- |
| المساحة (كم2)                                             | 301.34 ألف                                               | 10.99 ألف     |
| عدد السكان (نسمة)                                         | 60.60 مليون                                              | 2.95 مليون    |
| الكثافة السكانية (ن./كم²)                                 | 201.1                                                    | 268.43        |
| العاصمة                                                   | روما، فلورنسا، تورينو                                    | كينغستون      |
| اللغة الرسمية                                             | اللغة الإيطالية                                          | لغة إنجليزية  |
| العملة                                                    | يورو، ليرة إيطالية                                       | دولار جامايكي |
| الناتج المحلي الإجمالي (بليون دولار)                      | 1.93 تريليون                                             | 14.77 مليار   |
| الناتج المحلي الإجمالي (تعادل القوة الشرائية) بليون دولار | 2.26 تريليون                                             | 24.79 مليار   |
| الناتج المحلي الإجمالي الاسمي للفرد دولار أمريكي          | 29.96 ألف                                                | 5.23 ألف      |
| الناتج المحلي الإجمالي للفرد دولار أمريكي                 | 35.46 ألف                                                | 8.88 ألف      |
| مؤشر التنمية البشرية                                      | 0.873                                                    | 0.719         |
| رمز المكالمات الدولي                                      | +39                                                      | +1876         |
| رمز الإنترنت                                              | .it                                                      | .jm           |
| المنطقة الزمنية                                           | توقيت وسط أوروبا، ت ع م+01:00، ت ع م+02:00، أوروبا/روما ‏ | 00            |

## منظمات دولية مشتركة
يشترك البلدان في عضوية مجموعة من المنظمات الدولية، منها:
| علم المنظمة | اسم المنظمة                               | تاريخ انضمام إيطاليا | تاريخ انضمام جامايكا |
| ----------- | ----------------------------------------- | -------------------- | -------------------- |
|             | يونسكو                                    | ?                    | 7 نوفمبر 1962        |
|             | مؤسسة التمويل الدولية                     | 27 ديسمبر 1956       | 31 مارس 1964         |
|             | المركز الدولي لتسوية المنازعات الاستشارية | 28 أبريل 1971        | 14 أكتوبر 1966       |
|             | منظمة حظر الأسلحة الكيميائية              | ?                    | ?                    |
|             | منظمة التجارة العالمية                    | 1995                 | ?                    |
|             | وكالة ضمان الاستثمار متعدد الأطراف        | 29 أبريل 1988        | 12 أبريل 1988        |
|             | الاتحاد البريدي العالمي                   | ?                    | ?                    |
|             | الاتحاد الدولي للاتصالات                  | 1866                 | 18 فبراير 1963       |
|             | منظمة الشرطة الجنائية الدولية             | ?                    | ?                    |
|             | الأمم المتحدة                             | 14 ديسمبر 1955       | 18 سبتمبر 1962       |
|             | البنك الدولي للإنشاء والتعمير             | 27 مارس 1947         | 21 فبراير 1963       |
|             | المنظمة الهيدروغرافية الدولية             | ?                    | ?                    |
|             | بنك التنمية الكاريبي ‏                     | ?                    | ?                    |

## أعلام
هذه قائمة لبعض الشخصيات التي تربطها علاقات بالبلدين:
- فيونا ماي (12 ديسمبر 1969[21] – )

## وصلات خارجية
- موقع وزارة الخارجية الإيطالية
- موقع وزارة الخارجية الجامايكية